# Ermita de Montemayor (Moguer)
La ermita de Montemayor, localizada en el término municipal de la localidad de Moguer, en la provincia de Huelva, España, es un templo católico que se encuentra situada a dos kilómetros del núcleo urbano de la ciudad. Conocida antiguamente como de Virgen de Montemayor y del Cristo de los Milagros, por el crucificado que también se venera en el templo.

## Historia
El primer dato históricamente documentado que nos habla de la existencia de "un santuario" en Montemayor es del año 1380, fecha en la que se data un códice conservado en la Biblioteca Nacional de España que fue copiado en dicho lugar. De 1431 procede un testamento en el que un vecino de Moguer hacía entrega de una limosna a dicha ermita como última voluntad. Su construcción está ligada por tanto al proceso de repoblación y cristianización del espacio efectuado tras la Reconquista del valle del Guadalquivir. La leyenda piadosa difundida en los siglos posteriores entre el vecindario vincularía los orígenes de esta advocación a una aparición milagrosa de la imagen de la Virgen al pastor Alonso Núñez en ese lugar, llamado Tamar o Tamaríz, hacia 1470, donde fue escondida por el sacerdote moguereño Antonio Quinta Cabañas en el año 714.
En el siglo XVII se proyectó la reconversión de la ermita mudéjar del siglo XV en convento para religiosos descalzos agustinos, gracias a la donación testamentaria realizada por don Pedro Dávila en 1648, quedando finalmente paralizado el intento. En el siglo XVIII, el edificio debió ser reconstruido tras el terrible Terremoto de Lisboa de 1755, que asoló gran parte del suroeste andaluz. Era un edificio modesto y encalado, que se abría al exterior a través de un porche con dos arcos de medio punto, rematado por la espadaña que resguardaba la campana. En el siglo XX, y debido a las reducidas dimensiones del santuario, se decidió realizar una profunda remodelación del mismo, en la cual se levantan un nuevo porche de tres arcos, una espadaña más airosa que la anterior y un nuevo patio de estilo andaluz adosado a la iglesia. Además, se construye un crucero en la iglesia, que adquiere así planta de cruz latina. Así las cosas, el actual edificio debe fecharse en los siglos XVIII y XX.

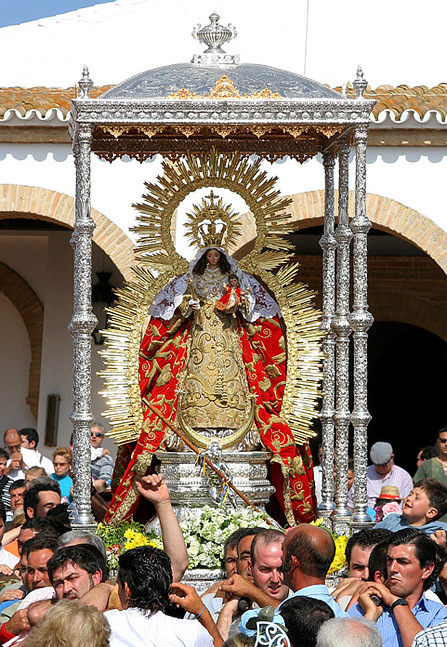
Salida procesional de la Virgen de su ermita.

Por lo que respecta al arte mueble, se puede afirmar que sus pertenencias son bastante ricas, gracias a que esta ermita no sufrió destrozo alguno durante la Guerra Civil. La Virgen, que sí fue quemada en 1936, se encontraba en ese momento en la parroquia de Moguer y no en su templo. El antiguo retablo barroco del siglo XVIII que antaño cobijaba a la patrona de Moguer en el altar mayor del templo se encuentra hoy en la capilla Sacramental, y acoge a las imágenes de San José, y otras, hasta un total de cinco esculturas (siglo XVIII), además del Sagrario. En esta misma capilla encontramos la escultura de un Santo Arcángel (siglos XVII-XVIII), y la colección de exvotos y esculturas de la Edad Moderna y la contemporánea.
Ya en la nave central, se encuentra el Cristo de los Milagros, bella escultura de madera policromada del siglo XVI, la tumba del obispo moguereño fray Ildefonso Joaquín Infante y Macías, obispo de Tenerife en el siglo XIX, y la titular, la Virgen de Montemayor, que ocupa el altar mayor sobre unas andas de plata. En el crucero, destacan dos grandes pinturas barrocas, una de las cuales reproduce el Sacrificio de Isaac (siglo XVII), y la otra, las meditaciones de San Jerónimo (siglo XVII-XVIII).